# Миниатюрная американская овчарка
Миниатю́рная америка́нская овча́рка (англ. Miniature American Shepherd, или как её коротко называют ми́ни а́усси, англ. Mini aussie) — порода пастушьих собак, выведенная в США.

## История
Миниатюрная американская овчарка выведена группой заводчиков в конце 1960-х годов на основе породы австралийская овчарка от незарегистрированных собак маленького размера. Первоначальной целью создания новой породы было уменьшение роста стандартных аусси при сохранении их выносливости, интеллекта и высокой обучаемости. В 1980 году в Национальном реестре пастушьих собак США была зарегистрирована первая собака этой породы.
В 1990 году американские заводчики и любители породы объединились и создали первый национальный клуб породы миниатюрная американская овчарка — MASCUSA (англ. Miniature American Shepherd Club of the USA), который добивался официального признания мини аусси в качестве самостоятельной породы и включение её в реестр Американского клуба собаководства (AKC).

## Официальное признание
В 2010 году совет кинологов и экспертов Американского Кинологического Клуба рассмотрел возможность включения в реестр новой породы, а уже в 2011 году порода была принята в AKC на временной основе. 1 июля 2015 AKC снял временное ограничение и окончательно признал новую породу собак под названием миниатюрная американская овчарка. 
```
После объявления AKC о признании новой породы, популярность мини аусси в других странах стала расти. В 2017 году миниатюрная американская овчарка была официально признана в Финляндии, а в конце 2018 года породу признала 
Российская кинологическая федерация
.
```

4 сентября 2019 года порода была признана Международной кинологической федерацией на временной основе и включена в I группу пород (пастушьи и скотогонные собаки, кроме швейцарских скотогонных собак) — стандарт № 367. Теперь миниатюрные американские овчарки могут участвовать в финальных конкурсах в рамках любой выставки FCI. Они могут выставляться на международных выставках, но без присуждения CACIB и без закрытия титула Интерчемпион следующие 10 лет (то есть до 2029 года). Однако уже с 2020 года миниатюрные американские овчарки официально борются за титулы на главных выставках года — Чемпионате Мира (World Dog Show) и Чемпионате Европы (European Dog Show).

## Внешний вид
Миниатюрная американская овчарка — собака среднего роста и крепкого телосложения. Высота в холке кобелей — 36—46 см, собаки женского пола— 33—43 см.
Шерсть средней длины, мягкая, с хорошо развитым подшёрстком.
Окрас шерсти чёрный, красный, голубо-мраморный (называемый блю-мерль) или красно-мраморный (ред-мерль). Все четыре окраса могут быть с подпалом или без, с белыми отметинами или без них, без каких либо предпочтений.

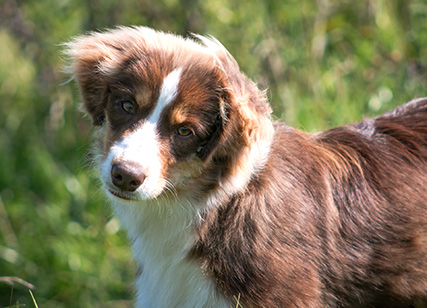
Мини аусси окраса красный триколор с карими глазами
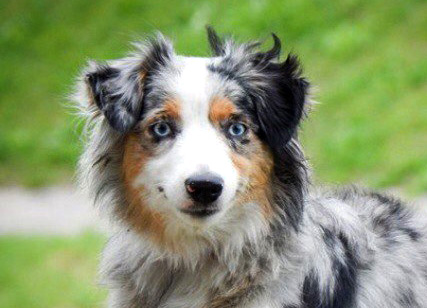
Мини аусси окраса блю-мерль с голубыми глазами
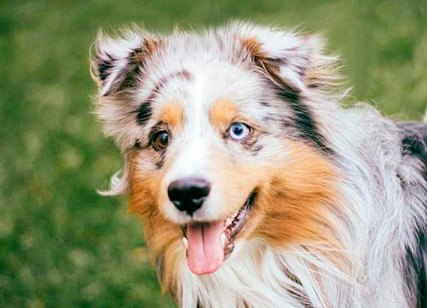
Мини аусси окраса блю-мерль с разным цветом глаз

Цвет глаз допускается как карий, так и голубой. Допустим разный цвет глаз (один карий, другой голубой), очень часто встречается частичная гетерохромия, которая разрешена стандартом породы.
Хвост от рождения длинный или укороченный (натуральный бобтейл). Предпочтителен короткий хвост. Разрешено купирование.

## Характер

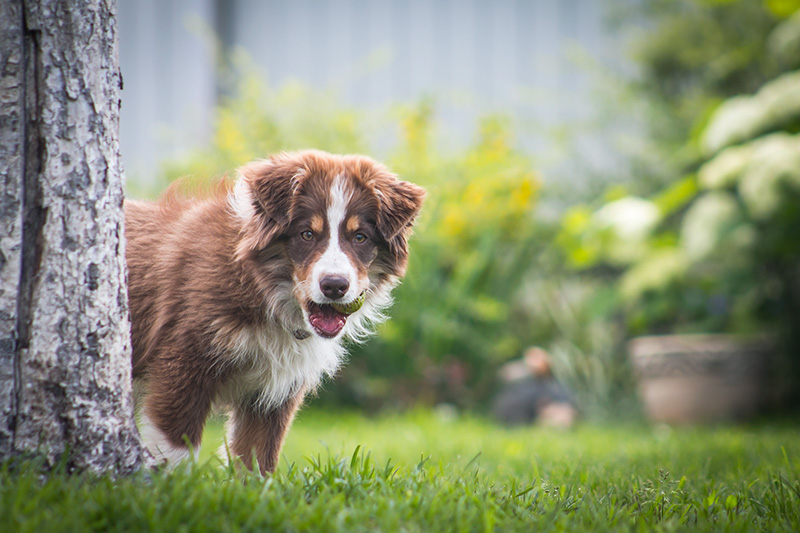
Щенок мини аусси

Это работоспособная и активная порода собак, обладающая высокой обучаемостью, выносливостью и крепкой нервной системой. Они очень гибкие и легко приспосабливаются к любым условиям, а большое желание проводить время вместе со своим хозяином делают эту породу уникальной.
Мини аусси сообразительные, стремящиеся угодить своим хозяевам собаки, прямые и открытые в чувствах, без хитрости и вредности. Они всё схватывают на лету, мгновенно обучаются. В самом деле, мини аусси могут быть мало эмоциональны и недоверчивы с посторонними, но никогда не агрессивны и не трусливы.
Незаменимый компаньон и отличный друг для всей семьи, который отлично уживается с любыми животными.
Это также бдительный сторож с развитыми охранными инстинктами.

## Здоровье
Мини аусси достаточно крепкая порода собак, не склонная к каким-либо заболеваниям. У них нет проблем с суставами и опорно-двигательным аппаратом, поэтому в породе практически не встречается дисплазия; они не склонны к заболеваниям желудочно-кишечного тракта, не аллергичны, имеют здоровое сердце.
Даже в сравнении с их ближайшими родственниками — австралийскими овчарками, большинство популяции у мини аусси полностью свободно от генетических заболеваний — атрофии сетчатки глаза, наследственной катаракты и других глазных заболеваний, дегенеративной миелопатии и чувствительности к медицинским препаратам.
Всех собак, участвующих в разведении, необходимо тестировать.
Продолжительность жизни миниатюрных аусси в среднем 13—15 лет.

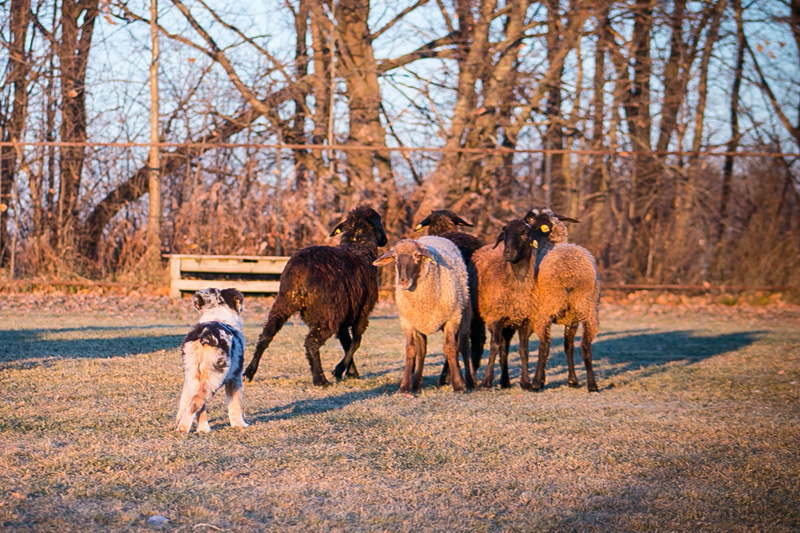
Мини аусси пасёт овец

## Рабочие качества
Благодаря своим предкам — австралийским овчаркам, миниатюрные аусси унаследовали полноценные рабочие качества и имеют ярко выраженный пастуший инстинкт. Стилем и манерой работы мини аусси ни в чём не уступают овчаркам стандартного размера. Исключительно ради безопасности, миниатюрных американских овчарок постепенно перестали использоваться для выпаса крупного рогатого скота, хотя смелости и отваги у них достаточно, чтобы справиться даже с молодыми бычками.

## Спортивная направленность
Начиная с момента становления породы и до современного времени, заводчики активно пропагандируют миниатюрных овчарок, как отличных спортивных собак. И это объяснимо, ведь мини аусси имеют первоклассные спортивные задатки: они некрупного размера; с хорошо развитым, крепким, но не перегруженным костяком; быстро набирают скорость и высоко прыгают; обладают максимальной выносливостью, а также феноменальной обучаемостью. Это делает миниатюрных аусси отличными спортсменами практически в любых дисциплинах кинологического спорта — аджилити, дог-фризби, фристайл (танцы с собакой), дог-пуллер, а также во многих видах дрессировки: обидиенс, общий курс дрессировки, поисково-спасательная служба и другие.

## Мини аусси в России
Первая собака породы миниатюрная американская овчарка была привезена в Россию в 2013 году из Франции. В конце 2013 года из Германии был привезен ещё один представитель этой породы. Поскольку на тот момент порода не была официально признана в России, вязки были осуществлены в Финляндии и Германии. После того, как РКФ официального признала породу, в 2018—2019 годах в Россию были импортированы собаки из Франции, Германии, Америки и Канады.
Мини-аусси — одна из самых редких пород собак в России, на конец 2019 года насчитывалось всего 15 собак.